# Marie Lebey
Pour les articles homonymes, voir Lebey.
Marie Lebey, née en 1958 à Paris, est une écrivaine française.

## Biographie

### Jeunesse et formation
Née en 1958 à Paris, Marie Lebey est la fille d'un père banquier mort dans un accident d'avion alors qu'elle avait 12 ans. Elle a été scolarisée au sein de l'établissement catholique Sainte-Marie de Neuilly ainsi qu'à Sainte-Ursule.

### Carrière

#### Cinéma
Elle commence une carrière d'actrice, sous le nom de Marie Lebée, en 1976 avec le film Une femme fidèle de Roger Vadim.
En 2023, elle apparaît dans L'Été dernier de Catherine Breillat.

#### Écriture
En 1986, elle publie son premier livre Dix-sept ans, porte 57.
Son roman Oublier Modiano, publié en 2011, crée une polémique avec Patrick Modiano qui n'admet pas de voir certains épisodes de sa vie romancés.
En 2019, elle publie son sixième roman, dans lequel elle évoque son père.

### Vie privée
Elle a été mariée au footballeur Dominique Rocheteau avec qui elle a trois fils,.

## Œuvres
- Dix-sept ans, porte 57, Paris, Éditions Balland, 1986, 240 p.  (ISBN 2-7158-0570-5)
- Ballon de toi, Paris, Éditions Balland, 1987, 206 p.  (ISBN 2-7158-0642-6)
- Un ange en exil, Paris, Éditions Balland, 1990, 225 p.  (ISBN 2-7158-0689-2)
- Oublier Modiano, Paris, Éditions Léo Scheer, 2011, 145 p.  (ISBN 978-2-7561-0317-4)[2],[4]
- Mouche’, Paris, Éditions Léo Scheer, 2012, 124 p.  (ISBN 978-2-7561-0417-1)[1]
- Vol d'hommes, Paris, Éditions de Fallois, 2019, 144 p.  (ISBN 979-1032102121)
- La Valeur des rêves, Paris, Éditions Léo Scheer, 2023, 176 p.